# Ideologia econômica
Uma ideologia econômica (português brasileiro) ou ideologia económica (português europeu) distingue-se da teoria econômica ao ser normativa ao invés de apenas explicativa em sua abordagem. Ela expressa uma perspectiva sobre a forma como uma economia deveria funcionar e com qual fim, considerando que o objetivo das teorias econômicas é criar modelos explicativos acurados. No entanto os dois são intimamente inter-relacionados.
Uma boa forma de distinguir se uma ideologia pode ser classificada como uma ideologia econômica é se questionar se ela adota inerentemente um ponto de vista econômico específico e detalhado. Por exemplo, não se pode dizer que o anarquismo é uma ideologia econômica, pois há, dentre outros, o anarcocapitalismo de um lado e o anarcocomunismo de outro, como subcategorias, que podem se encaixar como ideologia econômica.
Além disso, a ideologia econômica é distinta de um sistema econômico que o apoia, tais como uma ideologia capitalista, na medida em que explicar um sistema econômico (economia positiva) é diferente de defendê-lo (economia normativa).  A teoria da ideologia econômica explica sua ocorrência, evolução e relação à uma economia